# 梅ごはん
梅ごはん（うめごはん）は、梅干しとちりめんじゃこを混ぜた米をだし汁で炊いたご飯であり、神奈川県小田原市の郷土料理である。
小田原は、関東三大梅林の一つに数えられる曽我梅林があるなど、神奈川県最大の生産量を誇る梅の一大産地である。その歴史は戦国時代まで遡り、北条早雲が梅干しの薬としての効果と食物の腐敗を防ぐ効能に着目し、梅の栽培を奨励したことに始まると伝えられている。江戸時代になると東海道を行く旅人の弁当の腐敗防止用に小田原の梅干しが好評であり特産品になった。時代を経て、ミネラルやクエン酸が豊富に含まれ血液をきれいする疲労回復のための健康食品として愛され続け、2022年（令和4年）には「曽我の梅干し」として文化庁の100年フードに認定された。
そのため、梅栽培がさかんな曽我地域を中心に、曽我の梅干しと相模湾のちりめんじゃこを炊き込んだ梅ごはんが食べられている。昆布と鰹節でだしをとり、酒やみりんを加えて米を浸す。米をだしに浸すことに特徴があり、水だけで浸すときよりも時間は長めにする。梅干しとちりめんじゃこを混ぜて炊き上げ、茶碗によそって刻んだ青紫蘇をのせる。家庭の日常食として親しまれ、爽やかな梅の香りにじゃこの旨みがひきたち、夏に食卓に出されることが多い。